# Ісаєвич Ярослав Дмитрович

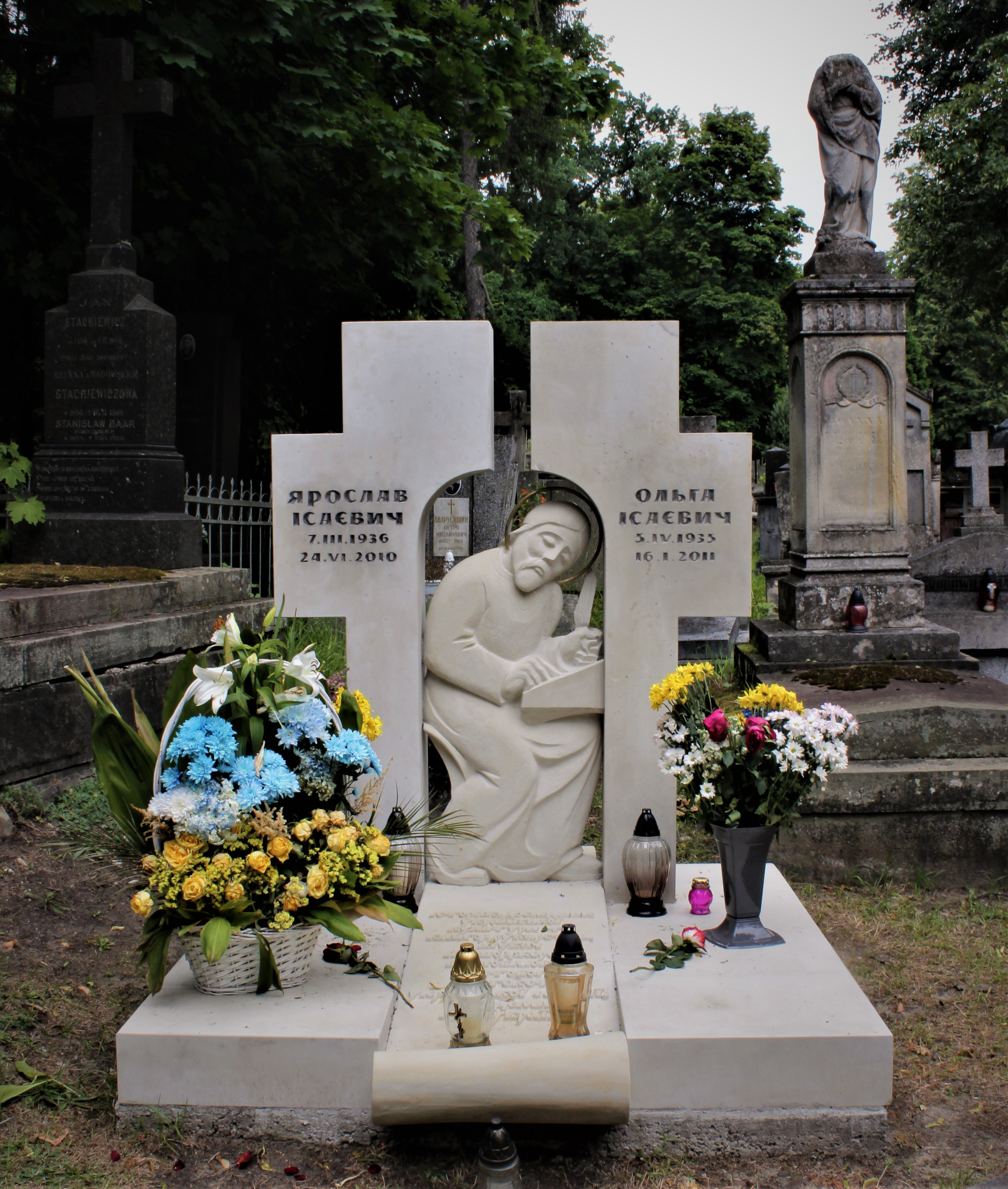
Пам'ятник на могилі Ярослава та Ольги Ісаєвичів.

Яросла́в Дми́трович Ісає́вич (7 березня 1936, с. Верба — 24 червня 2010, м. Львів) — український історик, громадський діяч, академік НАН України, директор Інституту українознавства ім. І. Крип'якевича НАН України, президент Міжнародної асоціації україністів, перший голова Українського національного комітету істориків. Входив до складу наукової ради Українського історичного журналу. Автор праць з середньовічної та ранньомодерної історії та культури України і Центрально-Східної Європи. Кавалер ордена Ярослава Мудрого V ступеня, ордена «За заслуги» ІІІ ступеня, заслужений діяч науки і техніки України (1996), почесний громадянин Стрия.

## Біографія
Народився 7 березня 1936 р. в селі Верба, біля міста Дубна на Рівненщині, у вчительській родині. Батько, Ісаєвич Дмитро Григорович, учитель української та англійської мов, був активним учасником Визвольних змагань 1917—1921 рр., членом Української Центральної Ради, одним із сподвижників Михайла Грушевського, дипломатом УНР. Родина матері Наталі (до шлюбу Чабан) теж належала до числа українських патріотів, а її брат Михайло був січовим стрільцем.
Дитячі роки Я. Ісаєвич провів на батьківщині матері, у місті Стрию. 1952 р. він вступив на історичний факультет Львівського державного університету імени Івана Франка, який закінчив у 1957 р. Дипломна робота Я. Ісаєвича була з історії ранньомодерного Дрогобича, науковий керівник — Я. Кісь. У січні 1961 р. захистив кандидатську дисертацію з тієї ж теми.

## Наукова робота
Викладав у Львівському університеті, Івано-Франківському педагогічному інституті, університеті Києво-Могилянська академія, виступав з лекціями в університетах Польщі, США, Канади, Німеччини, Австралії, Японії та інших країн. Однак основним місцем праці був Інститут українознавства імені Івана Крип'якевича (до 1993 р. — Інститут суспільних наук) НАН України, в якому Ярослав Дмитрович з 1989 року працював на посаді директора.
Як учений-історик Я. Ісаєвич займався переважно історією Галицько-Волинської держави, спадщиною Юрія Дрогобича, історією українських братств XVI—XVIII ст. та українського книговидання. До найважливіших праць Я. Ісаєвича належать монографії «Братства та їх роль у розвитку української культури XVI—XVIII ст.» (1966), «Джерела з історії української культури доби феодалізму XVI—XVIII ст.» (1972), «Юрій Дрогобич» (1972), «Першодрукар Іван Федоров і виникнення друкарства на Україні» (1975, перевид. 1983), «Преемники первопечатника» (1981), «Літературна спадщина Івана Федорова» (1989), «Україна давня і нова. Народ, релігія, культура» (1996), «Українське книговидання: витоки, розвиток, проблеми» (2002). Окремо слід відзначити ще одне ґрунтовне видання — зведений каталог українських стародруків «Пам'ятки книжкового мистецтва» (два томи у трьох книгах, 1981—1984), яке Ярослав Дмитрович підготував спільно з доктором мистецтвознавства Якимом Запаском. Я. Ісаєвич — відповідальний редактор і один з основних авторів другого тому фундаментальної академічної праці «Історія української культури» (2001).
Ввів до наукового обігу чимало невідомих раніше творів українських письменників і вчених XVII—XVIII ст., а також деякі інші цінні пам'ятки, як записки німецького мандрівника Мартина Ґруневеґа з описами Львова і Києва.
У зв'язку з реформами в СРСР у період т. зв. «перебудови» у науковців з'явилася нарешті можливість виїжджати на стажування чи для збору нових матеріалів за межі колишнього соцтабору. У 1989 р. Я. Ісаєвич брав участь в установчій конференції Міжнародної асоціації україністів (МАУ) в Італії. На Другому міжнародному конгресі україністів (Львів, серпень 1993 р.) його обрали президентом МАУ, яку він очолював до 1999 р. Я. Ісаєвич брав активну участь у підготовці всіх (дотепер відбулося шість) конгресів МАУ. У 1993 р. Я. Ісаєвич був обраний почесним доктором Гродненського університету ім. Янки Купали, а в 1994 р. — іноземним членом Польської академії наук.
Від 1990 р. він — член-кореспондент, від 1992 р. — академік Національної академії наук України. У 1993–1998 рр. Я. Ісаєвич керував Відділенням історії, філософії та права НАН України.
Помер у Львові, похований на 13 полі Личаківського цвинтаря.

## Суспільна робота
Я. Ісаєвич був ініціатором та керівником багатьох важливих колективних наукових проєктів. Особливого визнання заслуговує збірник наукових праць «Волинь і Холмщина 1938—1947 рр.: польсько-українське протистояння та його відлуння» (2003).
Я. Ісаєвич також спричинився до відродження Наукового товариства ім. Шевченка в Україні. Він брав участь у нарадах Ініціативної групи з відродження НТШ, Установчих зборах НТШ у Львові в жовтні 1989 р., а в березні 1992 р. обраний до складу першого корпусу 32 дійсних членів НТШ. У 1989 р. і протягом кількох наступних років Я. Ісаєвича науковці обирали заступником голови НТШ.

## Вшанування
- Від 2011 р. за рішенням Вченої Ради Інституту українознавства ім. І. Крип'якевича НАН України щороку в березні у Львові проводяться Наукові читання імені академіка Я.Ісаєвича, присвячені історичним та культурологічним питанням, над якими працював учений.

## Праці

### Монографії
- Ісаєвич Я. Д. Братства та їх роль у розвитку української культури XVI—XVIII ст. 1966
- Ісаєвич Я. Д. Джерела з історії української культури доби феодалізму XVI—XVIII ст. 1972.
- Ісаєвич Я. Д. Юрій Дрогобич. 1972
- Ісаєвич Я. Д. Першодрукар Іван Федоров і виникнення друкарства на Україні. 1975 (перевидання — 1983)
- Ісаєвич Я. Д. Преемники первопечатника. 1981.
- Ісаєвич Я. Д. Літературна спадщина Івана Федорова. 1989
- Ісаєвич Я. Д. Україна давня і нова. Народ, релігія, культура. 1996
- Ісаєвич Я. Д. Українське книговидання: витоки, розвиток, проблеми. 2002[1]

### Колективні праці
- Ісаєвич Я. Д., Запаско Я. Пам'ятки книжкового мистецтва: у 2 т., 3 кн. 1981—1984.
- Видашенко М. Б., Ісаєвич Я. Д. Місцями Івана Федорова на Україні: путівник / М. Б. Видашенко, Я. Д. Ісаєвич, О. Я. Мацюк; художник П. М. Гейдек. — Львів : Каменяр, 1982. — 123 с.
- Українська культура другої половини XVII-XVIII століть // Історія української культури / Я. Д. Ісаевич, В. А. Смолій та ін. — Київ : Наукова думка, 2003. — Т. 3. — 1247 с.
- Биковський Л. У службах українській книжці: автобіографія Л. Биковського // Історія української культури / Л. Биковський; упоряд.: Л. Р. Винар, Я. Д. Ісаєвич; НАН України. — Львів-Нью-Йорк, 1997. — 327 с.
- Вавричин М., Ісаєвич Я. Д. Юрій Дрогобич : до 500-річчя виходу першої друкованої книги вітчизняного автора: бібліографічний покажчик / М. Г. Вавричин, Я. Д. Ісаєвич. — Львів : Львівська наукова бібліотека, 1983. — 64 с.

### Статті
- Ісаєвич Я. Д. Деякі питання української метрології XVI—XVIII ст. // Науково-інформаційний бюлетень Архівного управління УРСР. — 1961. — № 2(46).
- Ісаєвич Я. Д. Галицьке королівство [Архівовано 14 квітня 2016 у Wayback Machine.] // Енциклопедія історії України / редкол.: В. А. Смолій та ін. ; Інститут історії України НАН України. — К. : Наукова думка, 2004. — Т. 2 : Г — Д. — 518 с. : іл. — ISBN 966-00-0405-2. — С. 30—31.

## Критика
Колишній учень Я.Ісаєвича історик Ігор Мицько, втративши роботу в Інституті українознавства ім. І. Крип'якевича НАН України внаслідок конфлікту з його керівництвом, стверджував, що після обрання директором Інституту Я. Ісаєвич ігнорував життєві та професійні інтереси науковців установи, на посаді займався самозбагаченням, у висліді чого тільки мовознавці змогли втримати відповідний рівень, а інші відділи продукували здебільшого «савєтську липу».

## Нагороди та відзнаки
- Пам'ятна відзнака «Юрій Дрогобич» (на 500-ту річницю з дня виходу в світ першої друкованої книги українського автора, 1983)[3].